# Голоско
Голо́ско — місцевість у Шевченківському районі міста Львова. Розташована в межах вулиць Замарстинівської, Варшавської та проспекту Вячеслава Чорновола. На північному заході та півночі межує з Брюховицьким лісом, на сході — із Замарстинівським лісопарком та Голосківським цвинтарем.

## Назва

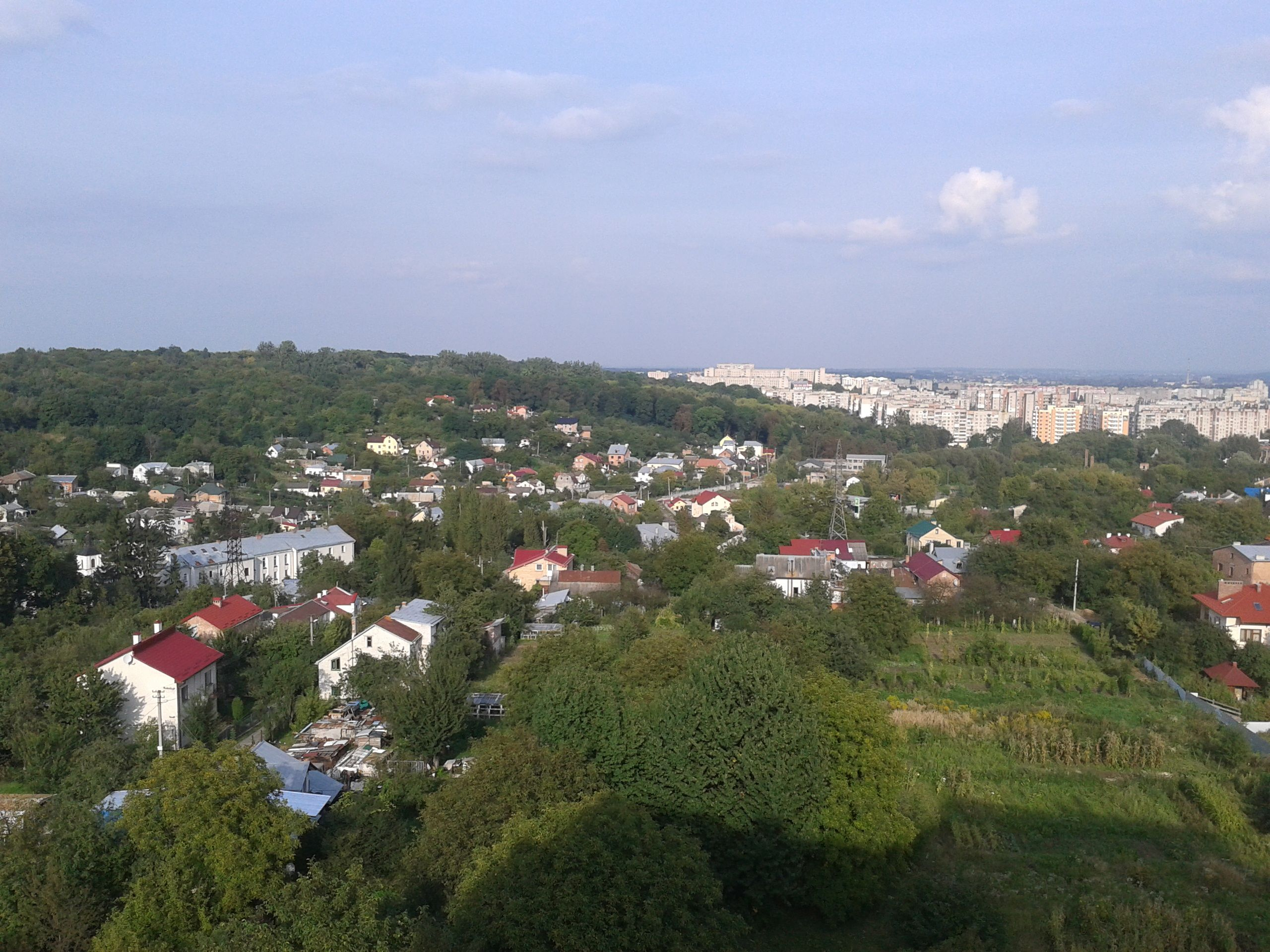
Голоско. Вдалині справа — Замарстинів

Однією з версій походження назви Голоско є теорія Володимира Мацяка про успадкування назви столиці Антського союзу, що був у межах сучасного Львова на Замковій горі, — Головсько. Історик та краєзнавець Василь Лаба в своєму досліджені «Літопис Парафії Голоско Велике до 1944 року» стверджує, що назва Голоско походить з тюркської, означає «жменю озер», адже тут було багато природних озер за ходом однієї з приток Полтви.

## Історія
Голоско (Голосько, Головсько) — дільниця міста, що розташована на території колишніх приміських громад — Малого та Великого Голоска. Вперше Головсько згадується у 1401 році як фільварок міщанина Миколая Ціммермана, який купив 2 лани землі біля урочища Оловсько (Головсько) і наступного року заклав тут поселення Голоско. У 1415 році Голоско перейшло у власність міста й стало називатися Голоском Великим. 9 березня 1424 року Катерина Ціммерман подарувала спадкові маєтки в селі своєму чоловікові Іванові Толмачу.
Історик Денис Зубрицький у «Хроніці міста Львова» писав, що у 1470 році «Рада міста надала своєму співгромадянинові Янові Ганелю урочище Голоско, зобов'язавши його закладати нові землеробські поселення та сплачувати належний чинш до міської каси», тоді ж Ян Ганель заклав інше поселення, що отримало назву Голоско Мале.
У 1635 році відбулися масові заворушення селян приміських сіл, яких примушували відробляти щотижня чотири дні панщини, замість двох. Рада міста посилалася на потребу зміцнення міських фортифікацій. Король Владислав IV Ваза позбавив привілеїв мешканців Великого й Малого Голоска та інших сіл, зобов'язавши їх вічно відробляти чотири дні, нести варту та визнав не вільними осадниками, а прикріпленими до землі. Натомість піддані не корилися цим вимогам короля та чинили опір міській сторожі, яка силою намагалася загнати їх до роботи.
«Крім того, оскільки ясно випливає із слідства та добровільного признання Яцка з Малого Голоска, Іванового зятя, що він свідомо наказав Грицькові Щербі, сторожеві вдарити в дзвін на тривогу проти міських сторожів та слуг, яких прислали урядово у міське село Головсько. І деякі громади, на цей удар дзвону, зібравшись, наступили на них великим завзяттям, піднявши руку на зверхність міського уряду і своїх панів та проти декрету і волі Його королівської мості» — це писалося у рішенні міської ради від 26 лютого 1636 року, яким Яцка Іванового з Малого Голоска засудили до смертної кари, а саме «щоби був скараний мечем по шиї». Чи був виконаний цей вирок невідомо.
Мешканці Голоска не раз ставали жертвами воєн, пограбувань та татарських набігів. Так, історик Денис Зубрицький у «Хроніці міста Львова» писав, що у 1653 році якийсь шляхтич Матвій Єжовський, перебуваючи у Львові та зібравши навколо себе кількох спільників, узявся грабувати передмістя та найближчі села. Вони вирушили до міського села Голосько на конях і, наслідуючи татарський крик «Гала! Гала!», виполошили людей з села та почати грабувати хати. Хоча люди в першу мить з переляку розбіглися у різні боки, при чому декілька осіб загинуло, потонувши у Полтві, але, зауваживши невелику кількість нападників, зібралися та вдарили по грабіжниках. Тоді ж було схоплено їхнього ватажка Єжовського та доставлено до міста. Раєцький уряд після застосування тортур наказав стяти та четвертувати Матвія Єжовського.
Однією з найдавніших споруд селища є церква святої Покрови. Коли побудована була церква на Голоску точних даних в архівах немає. У 1539 році, як писав Іван Крип'якевич у книзі «Історичні проходи по Львові», церква святої Покрови у Голоску стала крилошанською, бо парох Голоска належав до крилошан при кафедральному соборі Святого Юра. Де знаходилася ця церква точних даних нема, мешканці стверджують, що давня церква стояла вище на косогорі. У 1701 році при місцевій церкві почали проводити ярмарки. Ярмарковий збір йшов львівським лавникам, які з цих грошей щороку платили на свічки до церкви по десять злотих.
У 1775 році на місці колишнього цвинтаря у Великому Голоску збудована невеличка парафіяльна церква святої Анни в бароковому стилі. Краєзнавець Василь Лаба припускає, що сучасна церква стоїть на місці дохристиянського святилища, яке здіймалося над озером — місце на високому горбі з стрімкими схилами, а також, що іконостас пензля львівського маляра Федора Сеньковича у 1610—1620 роках був придбаний в однієї з сусідніх церков, бо до 1740 року на Голоску в церкві іконостасу не було. Існують припущення, що в церкву на Голоску іконостас попав з Введенської церкви в Краківському передмісті, яка була навпроти входу в церкву Святої Параскеви П'ятниці. В середині XX століття, цей цінний іконостас був вивезений Б. Возницьким до Олеського замку, згодом він став частиною постійної експозиції. Одну з вулиць у Голоску названо на пошану Федора Сеньковича.
На початку XX століття межа між Великим та Малим Голоском проходила нинішніми вулицями Під Голоском та Яніса Райніса. Тоді ж була заснована читальня «Просвіта».
У 1910 році в Голоску на узліссі Брюховицького лісу було відкрито народний санаторій для грудних хворих або ж протитуберкульозний санаторій. Ініціатором появи закладу було Товариство боротьби з туберкульозом, а саме, його очільник, професор медицини Юзеф Вічковський (1858–1924). Місцем розташування закладу було обрано сосновий ліс на схилах Розточчя в Голоску. Частину своїх земельних ділянок подарувала Товариству для влаштування санаторію шанована львівська купецька родина Рідлів. Спочатку було зведено зимовий павільйон на 18 ліжок, а також два літні павільйони на 26 ліжок кожен. В літній період хворих приймали безкоштовно, проте взимку потрібно було сплатити невеликі кошти, які ймовірно йшли на оплату опалення. Упродовж 1912 року зведено другий зимовий павільйон. Під час першої світової війни у санаторію розташовувався військовий польовий шпиталь № 420. На початку 1930-х років заклад мав назву «Лічниця Львівського Товариства боротьби з туберкульозом», в той час було вже п'ять павільйонів. В окремому адміністративному будинку містилися кухні, комори, канцелярії, лабораторія, кімната для досліджень, їдальня для лікарів, бібліотека.
4 листопада 1923 року у Великому Голоску постав монастир оо. Редемптористів (нинішній монастир святого Альфонса Марії де Лігуорі Львівської провінції чину Найсвятішого Ізбавителя). У травні 1913 року митрополит Андрей Шептицький та Генеральний уряд редемптористів підписали угоду про заснування монастиря в Галичині, а вже 21 серпня того ж року до України прибули Протоігумен о. Йозеф Схрейверс та ще п'ять отців і один брат з Бельгії, щоби заснувати тут східну гілку редемптористів. За сприяння митрополита Андрея (Шептицького) викупили невеличкий будинок в одного пана та згодом збудували поряд свою церкву та монастир. Оо. Редемптористи протягом 1923—1946 років брали активну участь в українському духовному житті, духовних місіях. Приміщення монастиря святого Альфонса у різні періоди було відповідно табором для військовополонених (під час німецької окупації), інфекційною лікарнею (у часи підпільного існування УГКЦ), однак, після відновлення державної незалежності України, повернуло своє первісне призначення.
Голоско Мале ввійшло до меж міста 11 квітня 1930 року.
Читальня «Просвіта» у 1930-х роках збудувала для власних потреб цегляний будинок, де відбувалися вистави, а в літні місяці організовували дитячий садок. З будівництвом читальні дуже цікава історія. Польська влада не хотіла дати дозволу на її будівництво, не даючи можливості купити земельну ділянку. Тоді українці зібрали кошти, домовилися з одним євреєм, давши йому гроші. Той зробив «ґешефт», придбав потрібну ділянку та подарував її українській громаді.
З 11 по 22 вересня 1939 року довкола Голоска точилися бої між польським та німецькими військами. Тут, близько 900 польських вояків загинули, але зупинили прорив 50 німецьких танків з Брюховичів на Львів. Всі вони поховані в яру, біля старого Голосківського цвинтаря.
Під час німецької окупації, у 1941—1944 роках, Велике Голоско перебувало в межах розширеної території міста Львова та входило до складу сьомої дільниці міста — Замарстинова. Після війни Велике Голоско увійшло до складу Брюховицького району, а після його ліквідації у 1958 році було знов приєднане до Львова.

## Пам'ятки

### Культові споруди
- Монастир святого Альфонса Марії де Лігуорі Львівської провінції чину Найсвятішого Ізбавителя (УГКЦ; вулиця Замарстинівська, 225);
- Церква Успіння праведної Анни (ПЦУ; вул. Заозерна, 11);
- Церква Блаженного Миколая Чарнецького (УГКЦ; вулиця Під Голоском, 2в);
- Храм Святого Рівноапостольного Володимира Великого (ПЦУ; вул. Петра Панча, 12а)[22].

Культові споруди Голоска
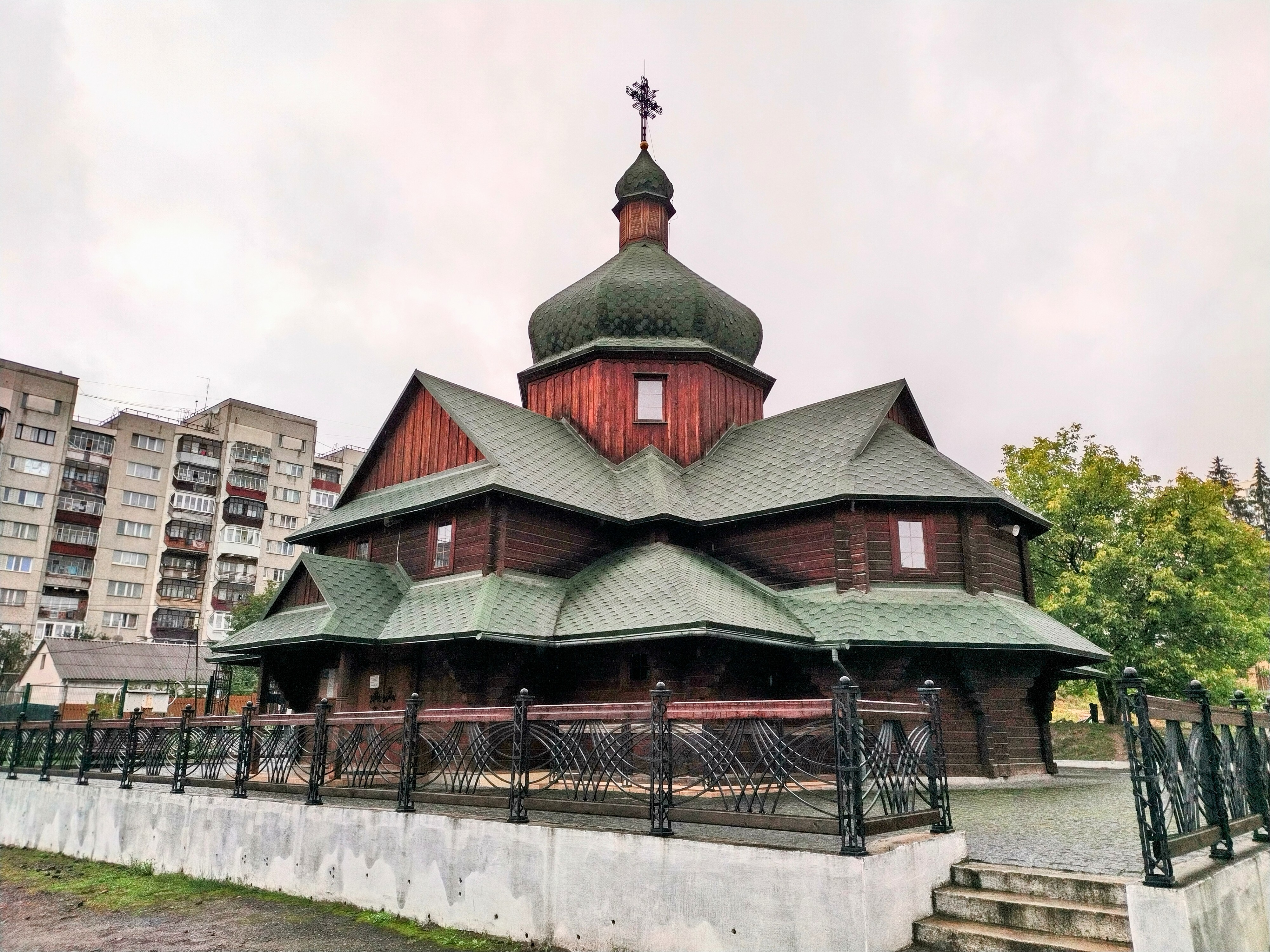
Церква Блаженного Священномученика Миколая Чарнецького
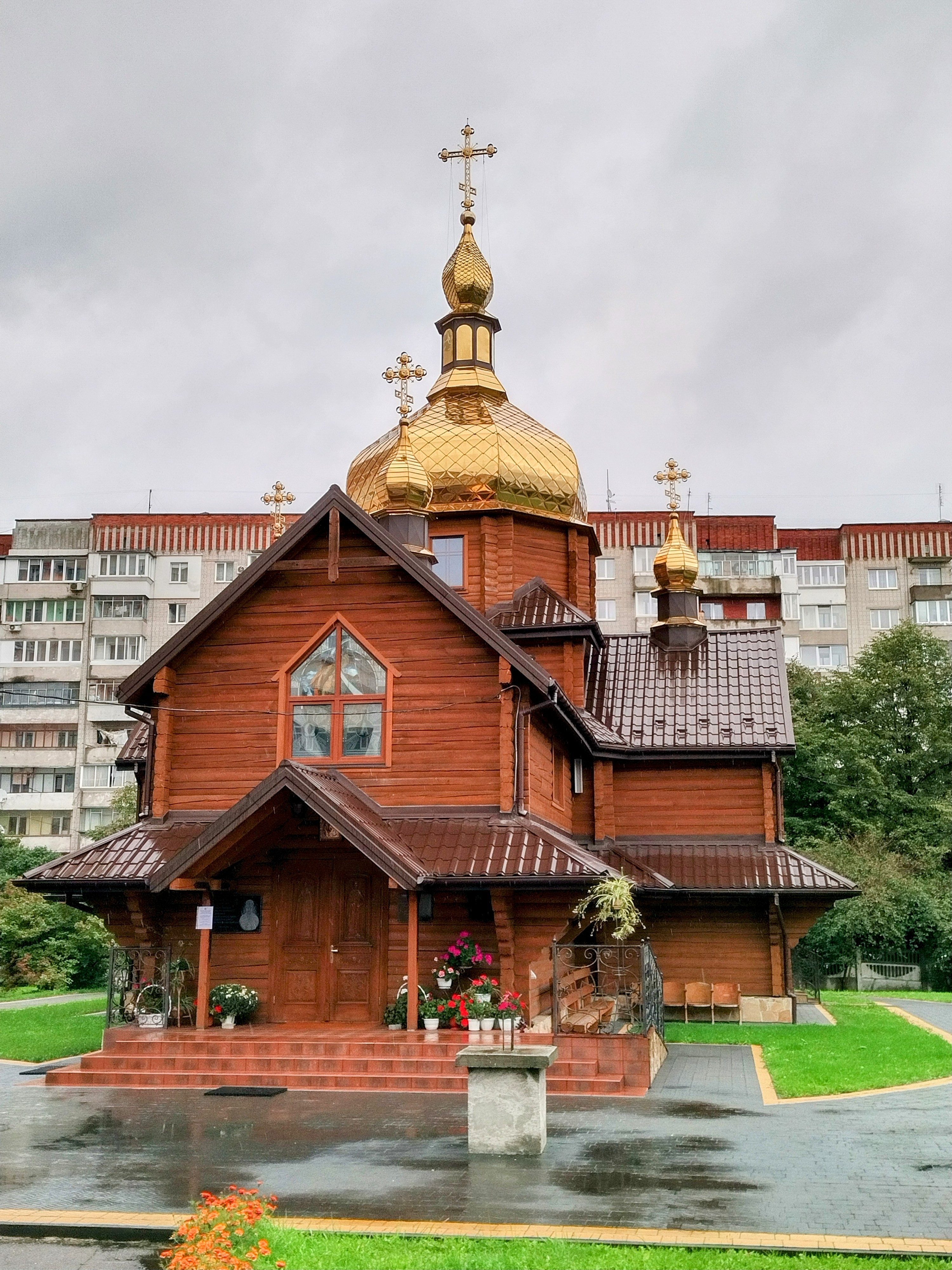
Храм Святого Рівноапостольного Володимира Великого
Церква Успіння Святої Анни

### Цвинтарі

#### Старий Голосківський цвинтар
Цвинтар розташований між вулицями Круглою та Варшавською. Час заснування невідомий. Ще у 1970-х роках було офіційно заборонено ховати тут померлих, хоча на початку 2000-х років на території цвинтаря з'явилися свіжі поховання, швидше за все самовільні. Більше того, існували плани ліквідації цього цвинтаря, та спорудження на його місці вісімнадцятиповерхового готелю. Готель однозначно схожий за стилем на чотирнадцятиповерхові та дев'ятиповерхові будинки на проспекті Чорновола і мав стати логічним завершенням мікрорайону, але проти цього виступила місцева громада, а тому плани так і залишилися планами.
На цвинтарі достатньо поховань кінця XIX століття як українських, так і польських. Тут розташоване поховання Українських січових стрільців, які загинули у листопаді 1918 року під час подій Листопадового чину. В пам'ять про них на початку 1990-х років встановлений березовий хрест. Поруч в яру, який тепер частково зайнятий городами, знаходиться спільне поховання близько однієї тисячі солдат Війська Польського, які загинули тут 19-20 вересня 1939 року. Меморіал означено металевими стовпцями з масивними металевими ланцюгами. Посеред меморіалу розташований прямокутний бетонний постамент, який увічнює металевий хрест з табличкою, на якій напис польською мовою: «Żołnerzom WP poległym w obronie Ojczyzny 1939 r.». По обидва боки від хреста встановлені імпровізовані стільці. Також до хреста та постаменту прикріплено таблички з іменами та прізвищами загиблих польських військовиків.

#### Голосківський цвинтар
Новий Голосківський цвинтар розташований у північно-західній частині Львова (місцевість Голоско, Шевченківський район), поблизу Брюховицького лісу. Створений на початку 1980-х років.

## Забудова
У Великому та Малому Голоску збереглася переважно індивідуальна малоповерхова забудова. Лише від початку 2000-х років почалася активна забудова вулиць Варшавської, Під Голоском та Замарстинівської в межах місцевості Голоско висотними будинками та цілими житловими кварталами. Зокрема, споруджений комплекс корпусів та гуртожитків Української академії друкарства (нинішній Інститут поліграфії та медійних технологій), що на вулиці Під Голоском.

Сучасна забудова Голоска
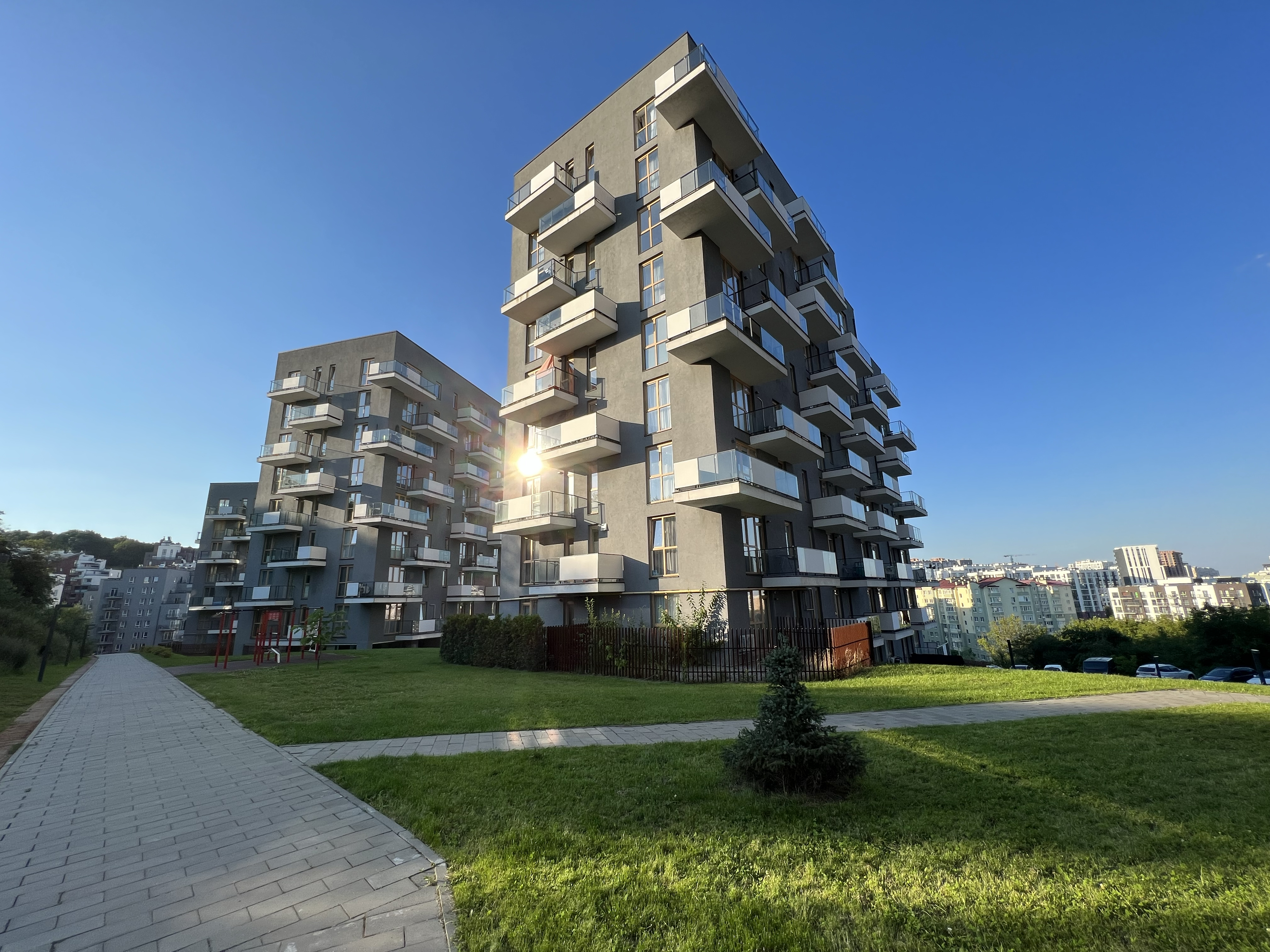
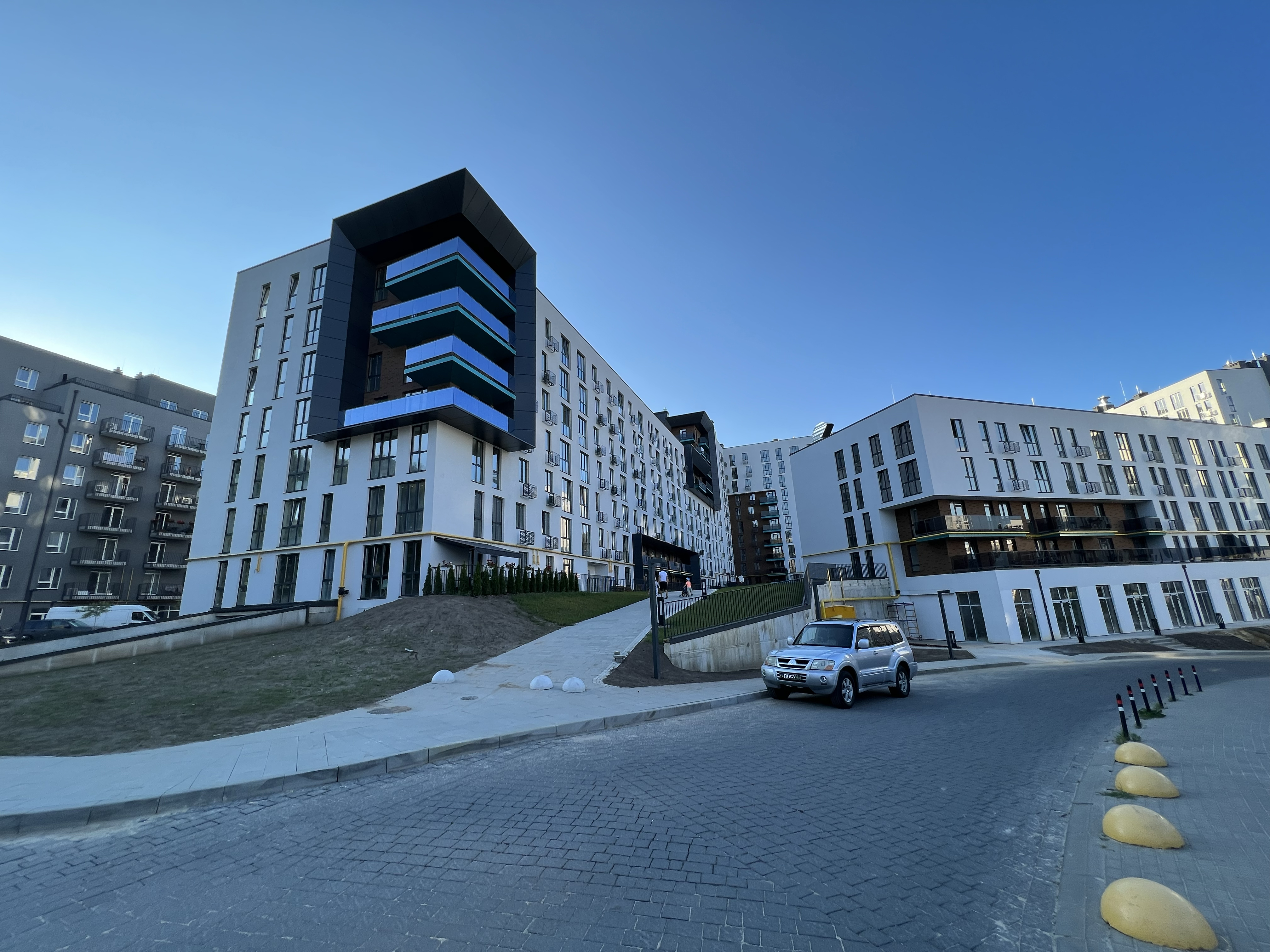
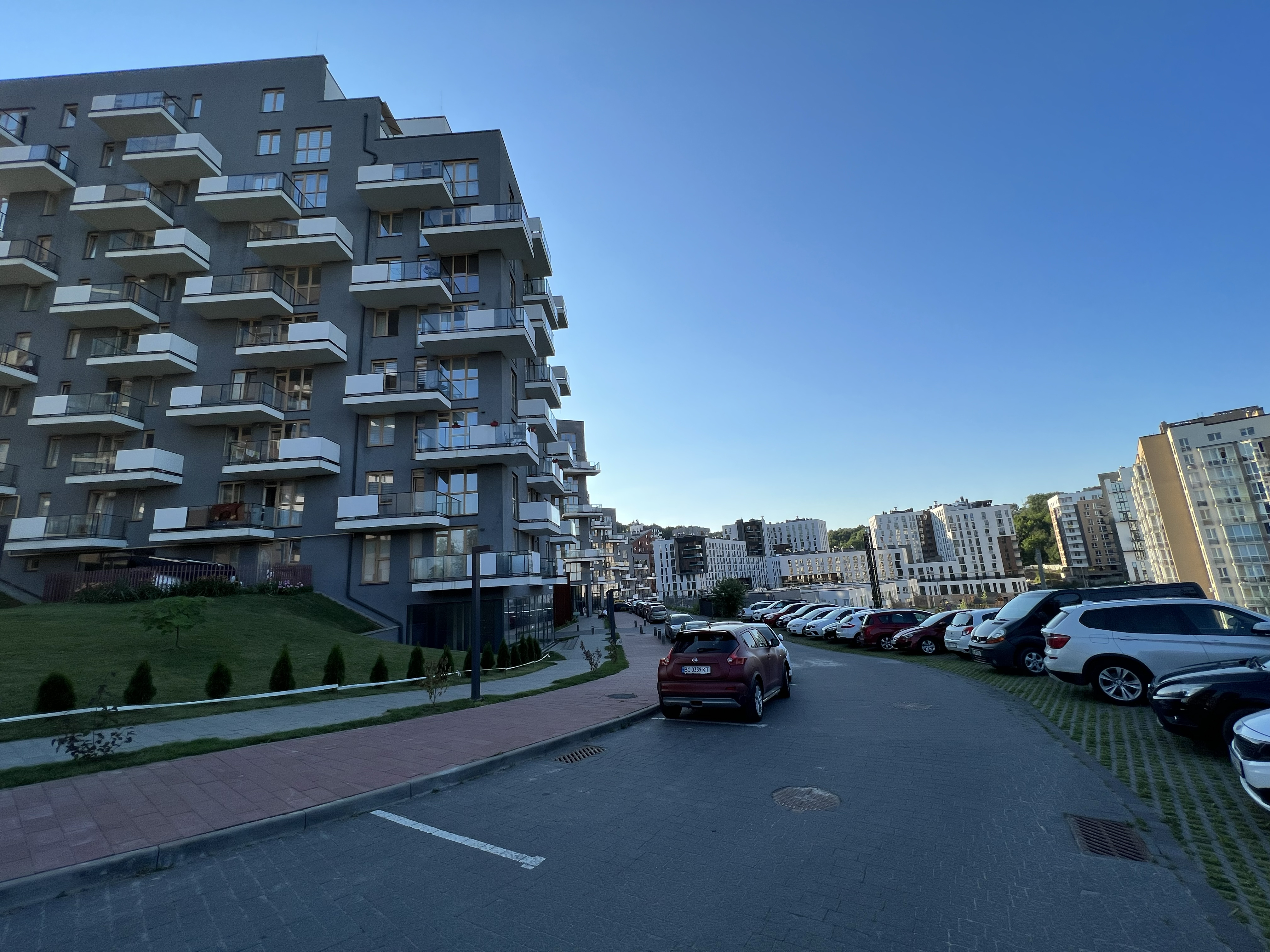
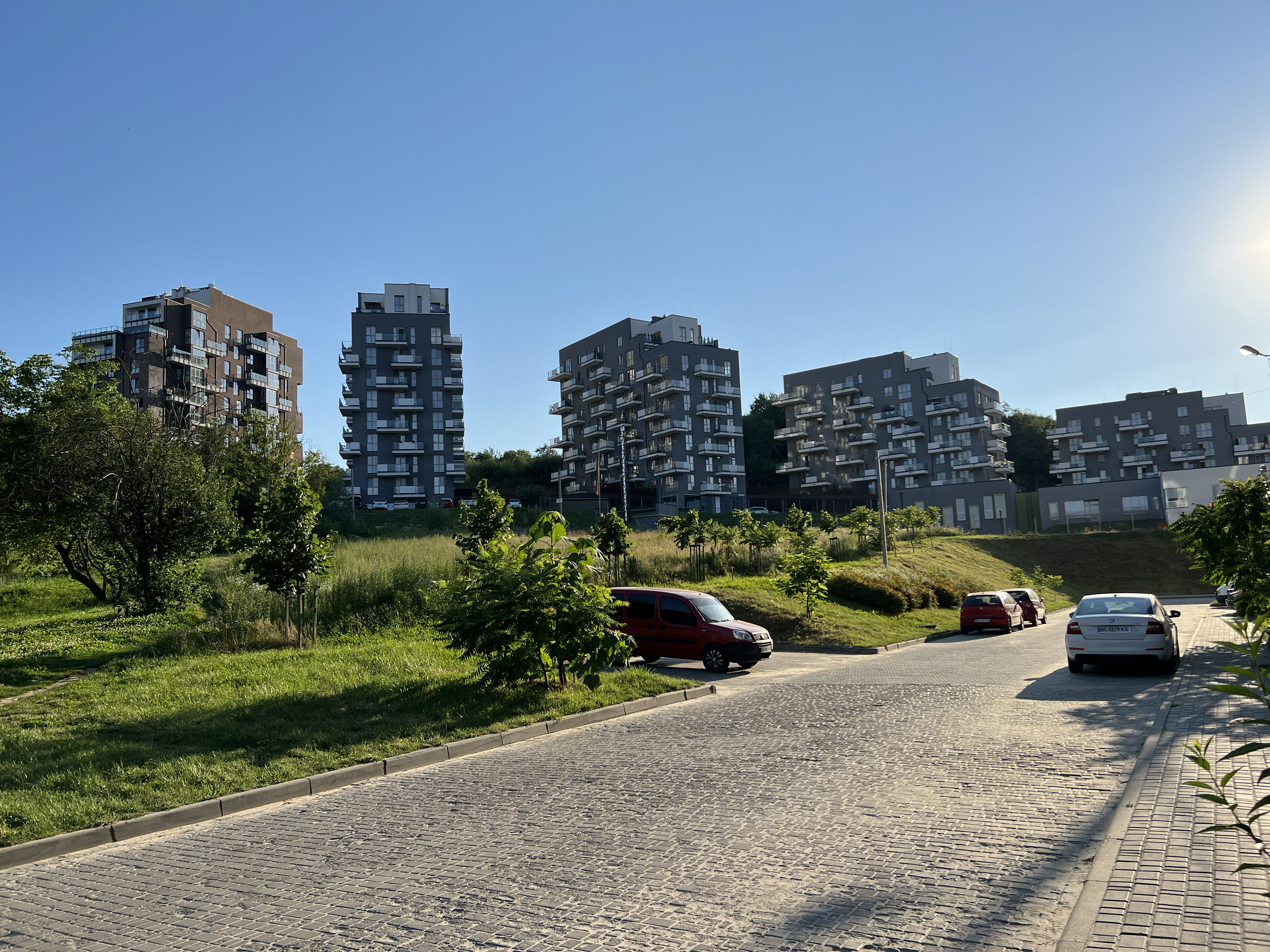

## Культурні заходи

### Свято весни
На Голоску біля озера Стосика у 1920-х роках проходили перші свята весни організації Пласт. Сучасні пластуни довгий час не знали, де саме ці свята проводилися. Проаналізувавши спогади старших пластунів, вони вирахували, що вони проводилися в Львівській Сагарі (Сахарі). Сагарою в ті часи називали місцевість Голоска і сучасного Брюховицького лісу. Річ у тім, що ліс в цій місцини у XVIII—XIX століттях нещадно вирубувався. Через піщані ґрунти місцевість почала бути подібною на справжню Сахару. Згодом Австрійська влада засадила Сахару сосновими деревами і тут постав сучасний Брюховицький ліс. Свята весни — це щорічний дво- чи триденний табір пластунів, який проводять в перші теплі дні в році, і означає початок періоду походів і таборів для пластунів.
Ось деякі спогади. «На Свято Весни приїжджав і комендант Пласту — Северин Левицький. Він відвідав нас якраз тоді, коли ми виконували вправи на воді, в озері (тут очевидно мова про озеро Стосика). Заходили в озеро клином, а потім ставали в лаву, робили різні вправи. Пам'ятаю, що юнацькі курені мали, кожен окремо, свій колір хустини. Кожен гурток юнаків мав свою гурткову хоруговку в формі двораменного трикутника. Наш гурток мав хоруговку, де на білому полотні була нашита чорна сильветка голови Лева».

## Мистецтво
Голоско та її околиці 1913 року стали місцем зйомок компанією «Леополія-фільм» батальних сцен до художнього фільму «Костюшко біля Рацлавіц» (режисер Орланд) на тему повстання Костюшка 1794 року. Для інсценування подій битви під Рацлавицями, поблизу Львова було обрано три подібних локації — місцевості навколо Зимної Води, Брюховичів та Голоска. 2000 осіб брали участь у масових сценах битви за Рацлавиці, серед них, безумовно, було багато мешканців Голоска. Прем'єра фільму відбулася 3 січня 1914 року у Львові. 2009 року у Кракові були знайдені дві котушки плівки (450 м), і цей фрагмент плівки був збережений та оцифрований.

## Відомі люди
- о. Михайло Жовнірук — парох церкви святої Анни у Голоску (1924–1943 роки), активний діяч «Кружка любителів Львова», що діяв при товаристві «Просвіта»[12].
- Святослав Ольшенко-Вільха (справжнє ім'я Святослав Мотало) — український поет і прозаїк, діяч ОУН.
- Старченко Іван — хорунжий Армії УНР, похований в Голоску.
- Михайло Стецкевич (Стеткевич) — меценат, перший голова осередку українського тіловиховного та руханкового товариства «Сокіл» у Голоску Великому, член товариства «Просвіта» у Львові. Працював радником намісництва, перебував в ув'язненні через підтримку Листопадового чину. Збудував власним коштом кам'яницю у «швейцарському» стилі, яку залишив для дітей-сиріт. Нині кам'яниця має адресу: вулиця Замарстинівська, 197.

## Транспорт
1978 року частково через Голоско була прокладена тролейбусна лінія маршруту № 13. Від 1 липня 2019 року змінилася нумерація тролейбусних маршрутів у Львові. Згідно цих змін, колишній тролейбусний маршрут № 13 став № 33.

## Цікаві факти
До Малого Голоска належало колишнє Панське поле, що між нинішніми вулицями Замарстинівською та Варшавською — територія колишніх городів школи городництва, нині — парк імені 700-річчя Львова.